# Lista de prefeitos de Anta Gorda
Esta é a lista de prefeitos e de vice-prefeitos de Anta Gorda, município brasileiro no interior do estado do Rio Grande do Sul. Atualmente, Francisco David Frighetto, o Xico Frighetto, é prefeito desde 2021.
Segundo a página da Prefeitura, o primeiro prefeito da cidade foi Arminho Miotto, empossado com seu vice Milton Bertuol no dia 7 de abril de 1964. A primeira eleição, na qual Miotto e Bertuol foram os únicos candidatos, foi realizada em 29 de março, meses após a emancipação do município.
A história de Anta Gorda foi marcada pela reeleição não-consecutiva de dois prefeitos: Neori Luiz Dalla Vecchia, eleito três vezes, e Aldi João Bisleri, eleito duas. Vanderlei Antônio Moresco foi o primeiro a ser eleito em duas eleições seguidas. Além disso, Celso Casagrande foi o único prefeito da cidade a falecer no cargo, e Madalena Gehlen Zanchin, sua vice, foi a primeira mulher a assumi-lo.

## Lista
Legenda
| N° | Prefeito(a)                                | Início do mandato     | Fim do mandato        | Partido                                            | Observações |
| -- | ------------------------------------------ | --------------------- | --------------------- | -------------------------------------------------- | --- |
| 1  | Arminho Miotto                             | 7 de abril de 1964    | 31 de janeiro de 1969 | Sem informação                                     | Prefeito eleito por voto direto, em eleição na qual era o único candidato.                                                                  |
| 2  | Genoino Dallé                              | 31 de janeiro de 1969 | 31 de janeiro de 1973 | Aliança Renovadora Nacional (ARENA)                | Prefeito eleito por voto direto. |
| 3  | Neori Luiz Dalla Vecchia                   | 31 de janeiro de 1973 | 31 de janeiro de 1977 | Aliança Renovadora Nacional (ARENA)                | Prefeito eleito por voto direto. |
| 4  | Aldi João Bisleri                          | 31 de janeiro de 1977 | 31 de janeiro de 1983 | Aliança Renovadora Nacional (ARENA)                | Prefeito eleito por voto direto. |
| 5  | Neori Luiz Dalla Vecchia                   | 31 de janeiro de 1983 | 1º de janeiro de 1989 | Partido Democrático Social (PDS)                   | Prefeito eleito por voto direto. |
| 6  | Ermano João Cauzzi                         | 1º de janeiro de 1989 | 1º de janeiro de 1993 | Partido do Movimento Democrático Brasileiro (PMDB) | Prefeito eleito em sufrágio universal. |
| 7  | Aldi João Bisleri                          | 1º de janeiro de 1993 | 1º de janeiro de 1997 | Partido Democrático Trabalhista (PDT)              | Prefeito eleito em sufrágio universal. |
| 8  | Carlos Francisco Dametto                   | 1º de janeiro de 1997 | 1º de janeiro de 2001 | Partido Progressista Brasileiro (PPB)              | Prefeito eleito em sufrágio universal. |
| 9  | Eraldo José Leão Marques                   | 1º de janeiro de 2001 | 1º de janeiro de 2005 | Partido dos Trabalhadores (PT)                     | Prefeito eleito em sufrágio universal. |
| 10 | Vanderlei Antônio Moresco                  | 1º de janeiro de 2005 | 1º de janeiro de 2009 | Partido do Movimento Democrático Brasileiro (PMDB) | Prefeito eleito em sufrágio universal. |
| 10 | Vanderlei Antônio Moresco                  | 1º de janeiro de 2009 | 1º de janeiro de 2013 | Partido do Movimento Democrático Brasileiro (PMDB) | Prefeito reeleito em sufrágio universal. |
| 11 | Neori Luiz Dalla Vecchia                   | 1º de janeiro de 2013 | 1º de janeiro de 2017 | Partido Progressista (PP)                          | Prefeito eleito em sufrágio universal. |
| 12 | Celso Casagrande                           | 1º de janeiro de 2017 | 6 de outubro de 2019  | Partido Democrático Trabalhista (PDT)              | Prefeito eleito em sufrágio universal, em eleição na qual era o único candidato. Faleceu no mandato dois anos depois, vítima de um infarto. |
| 13 | Madalena Gehlen Zanchin                    | 6 de outubro de 2019  | 1º de janeiro de 2021 | Progressistas (PP)                                 | Vice-prefeita eleita em sufrágio universal, assumiu após a morte do titular.                                                                |
| 14 | Francisco David Frighetto (Xico Frighetto) | 1º de janeiro de 2021 | 1º de janeiro de 2025 | Partido Social Liberal (PSL)                       | Prefeito eleito em sufrágio universal. |
| 14 | Francisco David Frighetto (Xico Frighetto) | 1º de janeiro de 2025 | Em exercício          | Republicanos (REP)                                 | Prefeito reeleito em sufrágio universal. |